# Стара Гора (Светий Юрій-об-Щавниці)
Стара Гора (словен. Stara Gora) — поселення в общині Светий Юрій-об-Щавниці, Помурський регіон, Словенія. Висота над рівнем моря: 259,7 м.